# 中國航天日
中國航天日是中華人民共和國一個與航天有關的節日，日期為每年的4月24日。該節日於2016年設立。在這一天国家航天局會舉辦與航天主題有關的活動。

## 歷史
2009年召開的中国人民政治协商会议第十一届全国委员会第二次會議上，全国政协委员梁小虹首次提出了《关于设立“中华航天节”的提案》。从2009年到2013年，他在每年全国政协会议上都提交《关于设立“中国航天日”的提案》，具体日期是每年10月15日，即首位中国航天员杨利伟乘坐“神舟五号”载人飞船，首次进入太空的日子。2013年8月，该提案获国家有关部门答复，由国防科工局积极推动开展此项工作。
2016年3月8日，中华人民共和国国务院決定自2016年起，将每年4月24日设立为“中国航天日”。之所以選擇這一天是因為1970年4月24日是中国首顆人造地球卫星东方红一号成功发射的日子。
在2016年4月24日也就是首个中国航天日当天，中共中央总书记、国家主席、中央军委主席习近平做出指示向60年来为航天事业发展作出贡献的同志们表示崇高敬意，强调广大航天科技工作者要牢牢抓住战略机遇，坚持创新驱动发展，勇攀科技高峰，谱写中国航天事业新篇章，为服务国家发展大局和增进人类福祉作出更大贡献。他表示设立中国航天日的目的是要铭记历史、传承精神，激发全民尤其是青少年崇尚科学、探索未知、敢于创新的热情，为实现中华民族伟大复兴的中国梦凝聚强大力量。

## 历届主题
每一届的中国航天日都有一个官方公布的主题口号，在中国航天日活动期间往往会有中国航天活动的信息首次公布。
| 年份 | 主题                        | 主场活动地点 | 重要公布信息                                                                     |
| ---- | --------------------------- | ------------ | -------------------------------------------------------------------------------- |
| 2016 | “中国梦 航天梦”             | 北京市       | 中国火星探测任务已获正式立项                                                     |
| 2017 | “航天创造美好生活”          | 西安市       | —                                                                                |
| 2018 | “共筑航天新时代”            | 哈尔滨市     | 启动第三批预备航天员选拔 举办载人月面着陆与上升飞行器创意方案征集大赛            |
| 2019 | “逐梦航天 合作共赢”         | 长沙市       | —                                                                                |
| 2020 | “弘扬航天精神 拥抱星辰大海” | 福州市       | 中国首次火星探测任务命名为“天问一号”                                             |
| 2021 | “逐梦九天 扬帆起航”         | 南京市       | 中国首辆火星车命名为“祝融号”                                                     |
| 2022 | “航天点亮梦想”              | 海南省       | —                                                                                |
| 2023 | “格物致知 叩问苍穹”         | 合肥市       | 发布中国首次火星探测“火星全球影像图”                                             |
| 2024 | “极目楚天，共襄星汉”        | 武汉市       | [ 12 ]                                                                           |
| 2025 | “海上生明月，九天揽星河”    | 上海市       | 嫦娥五号月球样品国际借用申请结果、嫦娥八号国际合作申请结果、天问三号国际合作公告 |